# Miro gris-bleu
Peneothello cyanus
Espèce
Statut de conservation UICN

 LC  : Préoccupation mineure
Le Miro gris-bleu (Peneothello cyanus) est une espèce de passereaux de la famille des Petroicidae.

## Répartition
Cet oiseau vit en Nouvelle-Guinée.

## Habitat
Il habite les forêts humides tropicales et subtropicales d'altitude.

## Synonymes
- Myiolestes cyanus Salvadori, 1874
- Poecilodryas cyana (Salvadori, 1874)
- Poecilodryas cyanea (lapsus)
- Poecilodryas cyanopsis Sharpe, 1901
- Poecilodryas cyanus salvadorii Rothschild & Hartert, 1900
- Poecilodryas subcyanea de Vis, 1897

## Sous-espèces
D'après Alan P. Peterson, il existe 3 sous-espèces :
- Peneothello cyanus atricapilla (Hartert & Paludan) 1934 ;
- Peneothello cyanus cyanus (Salvadori) 1874 ;
- Peneothello cyanus subcyanea (De Vis) 1897.